# Gmina Washington (hrabstwo Cass, Iowa)

Położenie Gminy Washington w hrabstwie Cass

Gmina Washington (ang. Washington Township) – gmina w USA, w stanie Iowa, w hrabstwie Cass. Według danych z 2000 roku gmina miała 310 mieszkańców.